# Karl Riegg
Karl Riegg (Augsburg, 1929. november 15. – 1995. április 15.) német nemzetközi labdarúgó-játékvezető.

## Pályafutása

### Nemzeti játékvezetés
1963. augusztus 31-én lett az I. Liga játékvezetője. Az aktív nemzeti játékvezetéstől 1976-ban vonult vissza. Első ligás mérkőzéseinek száma: 109.

#### Nemzeti kupamérkőzések
Vezetett Kupa-döntők száma: 1.

##### DFB Kupa
| Időpont         | Helyszín                      | Mérkőzés típusa | Mérkőzés              | Eredmény | Nézők száma |
| --------------- | ----------------------------- | --------------- | --------------------- | -------- | ----------- |
| 1968. június 9. | Südwest Stadion, Ludwigshafen | döntő           | 1. FC Köln–VfL Bochum | 4 : 1    | 68 000      |

### Nemzetközi játékvezetés
A Német labdarúgó-szövetség (DFB) Játékvezető Bizottsága (JB) terjesztette fel nemzetközi játékvezetőnek, a Nemzetközi Labdarúgó-szövetség (FIFA) 1967-től tartotta nyilván bírói keretében. Több nemzetek közötti válogatott és klubmérkőzést vezetett, vagy működő társának partbíróként segített. A német nemzetközi játékvezetők rangsorában, a világbajnokság-Európa-bajnokság sorrendjében többedmagával a 42. helyet foglalja el 1 találkozó szolgálatával. Az aktív nemzetközi játékvezetéstől 1973-ban búcsúzott.
Válogatott mérkőzéseinek száma: 4.

#### Világbajnokság
A világbajnoki döntőhöz vezető úton Németországba a X., az 1974-es labdarúgó-világbajnokságra a FIFA JB bíróként alkalmazta.
| Időpont           | Helyszín                     | Mérkőzés típusa           | Mérkőzés              | Eredmény |
| ----------------- | ---------------------------- | ------------------------- | --------------------- | -------- |
| 1972. október 22. | Központi Stadion, Luxembourg | előselejtező (2. csoport) | Luxemburg–Törökország | 2 : 0    |